# 特別休暇
特別休暇（とくべつきゅうか, special leave）とは、法定休暇と対になる概念で、休暇のうち法律に定めがなく各企業が任意に定めるものである。福利厚生の一としての面を持つ。法定外休暇や、略称として特休とも言われる。

## 要件
日本法においては、法定休暇（具体的には年次有給休暇（労働基準法第39条）、産前産後休業（労働基準法第65条）、生理休暇（労働基準法第68条）、子の看護休暇（育児介護休業法第16条の2）、介護休暇（育児介護休業法第16条の5）など）については、事業所の就業規則に定めがなくても労働者は休暇をとることができ、使用者は原則として労働者からの休暇の申出を拒否できない。これに対し、特別休暇は法の定めがないため、特別休暇を制度として採用するかどうか、採用する場合に内容、要件、手続き、対象となる労働者の範囲等をどのように定めるかは、基本的に各企業の任意である。また法定休暇であっても、法所定の日数を超える分については特別休暇として位置づけられる。
特別休暇を制度として採用する場合には、あらかじめ就業規則にその旨を定め（労働基準法第89条）、その就業規則を労働者に周知させておかなければならない（労働基準法第106条）。一度定めた特別休暇の制度内容を変更する場合、法所定の就業規則の変更手続きに則って行わなければならない（労働契約法第9条、10条）これらの手続きに瑕疵があると労使間のトラブルの原因となりうるため、実際の運用にあたっては、特別休暇の目的やその理由、取得日数、期間内の賃金の支払いの有無を明らかにしておくことが必要となる。

## 特別休暇が与えられる例
各企業によってその内容は異なるものの、多くの企業で実際に採用されている例としては以下のものがある。
- 病気休暇（公務員では法定休暇であるが、民間企業では特別休暇に位置づけられる）。
- 選挙権、その他公民としての権利を行使する場合。
- 国会・裁判所・地方公共団体の議会、その他官公署へ出頭する場合。
- ボランティアへ参加する場合。
- 台風・大雨などの襲来で通勤手段が遮断されるおそれがある場合。
- 慶弔の場合。
- 教育訓練、研修等への参加の場合。
- 年末年始、お盆、大型連休（事業所として休日とする場合を除く）

## 動向
厚生労働省の「令和5年就労条件総合調査」によれば、令和5年1月1日現在、特別休暇制度がある企業割合は55.0%（令和4年調査 58.9%）である。種類別（複数回答）では、「夏季休暇」37.8%（同 41.5%）、「病気休暇」21.9%（同 22.7%）、「リフレッシュ休暇」12.9%（同 11.8%）、「ボランティア休暇」4.4%（同 4.2%）、「教育訓練休暇」3.4%（同 4.0%）、「その他の1週間以上の休暇」14.2%（同 15.1%）となっている。企業規模別でみると、「病気休暇」「リフレッシュ休暇」「ボランティア休暇」「その他の1週間以上の休暇」は企業規模が大きいほど採用している企業数割合が多く、この傾向は従前から変わっていない。
平成30年の同調査においては、特別休暇制度がある企業について、休暇中の賃金を全額支給する企業割合をみると、「夏季休暇」82.5%、「病気休暇」41.5%、「リフレッシュ休暇」97.0%、「ボランティア休暇」74.6%、「教育訓練休暇」86.4%、「1週間以上の長期の休暇」85.7%となっている。1企業平均1回当たり最高付与日数をみると、「夏季休暇」4.4日、「病気休暇」167.7日、「リフレッシュ休暇」5.5日、「ボランティア休暇」31.8日、「教育訓練休暇」23.1日、「1週間以上の長期の休暇」8.9日となっている。